# Johan Vande Lanotte
Pour les articles homonymes, voir Lanotte et Vandelanotte.
Johan Vande Lanotte est un homme politique belge né le 6 juillet 1955 à Poperinge, membre du parti socialiste flamand (sp.a). 

## Biographie
Il est licencié en sciences politiques et sociales et docteur en droit et professeur émérite à l'université de Gand.
Entre 1987 et 1990, il est auditeur adjoint puis auditeur au Conseil d'État. Il devient chef de cabinet du ministre Louis Tobback en 1988.
Il est élu député fédéral en 1991, où il se fait connaître comme président de la commission parlementaire sur la traite des êtres humains.
En 1995, il succède à Louis Tobback comme ministre de l'Intérieur. Il devient peu de temps après vice-Premier ministre pour son parti (succédant à Frank Vandenbroucke).
En 1998, à la suite de l'évasion de Marc Dutroux, il démissionne, ce que fait aussi le ministre de la Justice Stefaan De Clerck.
Johan Vande Lanotte retrouve l'exercice du pouvoir à la suite des élections de 1999, en prenant les fonctions de vice-Premier ministre et de ministre du Budget et de l'Intégration sociale dans le gouvernement Verhofstadt I (dit gouvernement arc-en-ciel).
En 2003, il est reconduit à son poste de vice-Premier ministre dans le gouvernement Verhofstadt II (formé par la coalition violette). Il est chargé du budget et des réformes institutionnelles.
En 2005, à la suite de la démission du président de son parti, Steve Stevaert, nommé gouverneur de la province de Limbourg, il est pressenti comme nouveau président du sp.a. Seul candidat au poste, il est élu le 15 octobre 2005, avec 93,4 % des suffrages. Son poste de vice-Premier ministre et ministre du Budget et des Réformes institutionnelles revient à Freya Van den Bossche. Le roi Albert II lui octroie, en janvier 2006, le titre honorifique de ministre d'État.
Il démissionne de la présidence du SPA le 11 juin 2007, au lendemain de la défaite de son parti aux élections législatives fédérales.
Il est réélu sénateur direct en 2010. Le 21 octobre 2010, au cours de la crise politique belge faisant suite aux élections du 13 juin, il est nommé conciliateur par le roi. Après une succession d'échecs, il donne sa démission le 26 janvier 2011.
L'empereur d'Ostende, un livre publié par les journalistes de la VRT Luc Pauwels et Wim Van Den Eynde en mai 2012 a créé la polémique et lui fait prendre ses distances par rapport au CRIOC dont des administrateurs s'interrogent sur la validité d'une enquête diligentée par ses services. Dès avril 2012, il a dénoncé un contrat de gestion sans possibilité pour la fondation d'utilité publique de justifier ses activités. En juillet 2012, il envisage ainsi de fermer le centre.
Suite aux élections législatives fédérales de 2019, il est désigné informateur par le Roi le 30 mai, un rôle qu'il assurera conjointement avec Didier Reynders.
Après cela, Johan Vande Lanotte quitte définitivement la politique. Il rejoint le cabinet d'avocats de Walter Van Steenbrugge. A ce titre, il défend la députée et entrepreneure sociale Sihame El Kaouakibi, soupçonné d'escroquerie.

## Publications
- La Belgique pour débutants - Le labyrinthe belge : guide pratique (La Charte, Brugges 2001), avec Geert Goedertier et Siegfried Bracke.